# 一茂&良純の自由すぎるTV
『一茂&良純の自由すぎるTV』（かずしげアンドよしずみのじゆうすぎるテレビ）は、テレビ東京系列で2019年（令和元年）5月8日から9月4日まで毎週水曜19:54 - 21:00（JST）に放送されていたバラエティ番組で、長嶋一茂と石原良純の冠番組である。キャッチフレーズは、「自由すぎて何が悪い!」。

## 概要
MCの長嶋一茂と石原良純の2人が毎回、予定調和は一切なしで、「いきなり○○をやってみる!」をコンセプトに、数名のゲストと一緒に様々な企画に挑戦する番組。なお、一部の企画は、2人が担当する企画とどちらか1人が担当する企画がある。
2人は、2007年10月から2008年8月放送の『お茶の間の真実〜もしかして私だけ!?〜』以来11年ぶりのレギュラー番組を担当する。
前番組の『THEカラオケ★バトル』と同様に、初回から『ソレダメ!〜あなたの常識は非常識!?〜』と隔週交代で毎回18:55 - 21:00の2時間スペシャルしか放送されず、通常枠での放送は、一度も行われなかった。
2019年10月より、『太川蛭子の旅バラ』が枠移動し、9月4日をもって終了。

## 出演者
MC
- 長嶋一茂
- 石原良純

## 放送リスト
※内容欄にある（）は、企画担当者（長嶋一茂→一茂 / 石原良純→良純  と表記。）
| 2019年 | 2019年  | 2019年                                                                  | 2019年                                                                                               | 2019年                            |
| 回     | 放送日  | 内容                                                                    | ゲスト                                                                                               | 備考                              |
| ------ | ------- | ----------------------------------------------------------------------- | --- | --------------------------------- |
| 1      | 5月8日  | いきなり!赤羽行ってみた! （一茂）                                       | IKKO、大久保佳代子（オアシズ）                                                                       | 2時間スペシャル （18:55 - 21:00） |
| 1      | 5月8日  | いきなり!一茂の初デートコース周ってみた! （一茂）                       | タカアンドトシ                                                                                       | 2時間スペシャル （18:55 - 21:00） |
| 1      | 5月8日  | 俺の顔パスで、いきなり地元逗子を案内してみた! （良純）                  | 大和田伸也、矢田亜希子                                                                               | 2時間スペシャル （18:55 - 21:00） |
| 2      | 5月22日 | いきなり浅草行ってみた （一茂）                                         | 東貴博（Take2）、ビビる大木、ダレノガレ明美                                                          | 2時間スペシャル （18:55 - 21:00） |
| 2      | 5月22日 | 一茂がロバート馬場と一流芸能人に「ガチの料理対決」をさせてみた （一茂） | 馬場裕之（ロバート）、いとうあさこ、蛭子能収                                                         | 2時間スペシャル （18:55 - 21:00） |
| 2      | 5月22日 | いきなり創業100年以上の老舗を古地図を頼りに行ってみた （良純）          | カンニング竹山、夏菜                                                                                 | 2時間スペシャル （18:55 - 21:00） |
| 3      | 6月12日 | いきなりスイートルーム巡ってみた! （一茂）                              | 久本雅美、タカアンドトシ                                                                             | 2時間スペシャル （18:55 - 21:00） |
| 3      | 6月12日 | いきなり名古屋行ってみた （良純）                                       | 鈴木浩介、村上健志（フルーツポンチ）、朝日奈央                                                       | 2時間スペシャル （18:55 - 21:00） |
| 4      | 6月19日 | 林家正蔵といきなり上野行ってみた （一茂）                               | 林家正蔵、おかずクラブ                                                                               | 2時間スペシャル （18:55 - 21:00） |
| 4      | 6月19日 | いきなり鎌倉〜江の島を走ってみた （良純）                               | 松野明美、尾形貴博、熊切あさ美                                                                       | 2時間スペシャル （18:55 - 21:00） |
| 4      | 6月19日 | 極論バトル 子育てにスマホはOK? 不倫は?（一茂・良純）                    | 尾木直樹、テリー伊藤、カンニング竹山、小島慶子、野々村友紀子、箕輪厚介、金子恵美、古谷経衡、菅野朋子 | 2時間スペシャル （18:55 - 21:00） |
| 5      | 7月10日 | いきなり大嫌いな人間ドックやってみた （一茂・良純）                     | タカアンドトシ、大久保佳代子（オアシズ）                                                             | 2時間スペシャル （18:55 - 21:00） |
| 5      | 7月10日 | あの店は今…いきなりバスツアー （一茂）                                  | 柳沢慎吾、蛭子能収、中野美奈子、大橋未歩                                                             | 2時間スペシャル （18:55 - 21:00） |
| 5      | 7月10日 | いきなり福岡行ってみた （良純）                                         | ベッキー、春日俊彰（オードリー）                                                                     | 2時間スペシャル （18:55 - 21:00） |
| 6      | 7月31日 | いきなり熱海行ってみた （一茂）                                         | カンニング竹山、大久保佳代子（オアシズ）、ジャングルポケット                                         | 2時間スペシャル （18:55 - 21:00） |
| 6      | 7月31日 | いきなり函館行ってみた（良純）                                          | 花田虎上、山崎弘也（アンタッチャブル）、横澤夏子                                                     | 2時間スペシャル （18:55 - 21:00） |
| 6      | 7月31日 | クレーンゲーム対決 （一茂）                                             | 小峠英二（バイきんぐ）、光浦靖子（オアシズ）                                                         | 2時間スペシャル （18:55 - 21:00） |
| 7      | 8月14日 |                                                                         | | 2時間スペシャル （18:55 - 21:00） |
| 8      | 9月4日  |                                                                         | | 2時間スペシャル （18:55 - 21:00） |

## ネット局
| 放送対象地域   | 放送局         | 系列           | 放送日時            | 放送期間                | ネット状況 | 備考     |
| -------------- | -------------- | -------------- | ------------------- | ----------------------- | ---------- | -------- |
| 関東広域圏     | テレビ東京     | テレビ東京系列 | 水曜 19:54 - 21:00  | 2019年5月8日 - 9月4日   | 制作局     | 制作局   |
| 北海道         | テレビ北海道   | テレビ東京系列 | 水曜 19:54 - 21:00  | 2019年5月8日 - 9月4日   | 同時ネット |          |
| 愛知県         | テレビ愛知     | テレビ東京系列 | 水曜 19:54 - 21:00  | 2019年5月8日 - 9月4日   | 同時ネット |          |
| 大阪府         | テレビ大阪     | テレビ東京系列 | 水曜 19:54 - 21:00  | 2019年5月8日 - 9月4日   | 同時ネット |          |
| 岡山県・香川県 | テレビせとうち | テレビ東京系列 | 水曜 19:54 - 21:00  | 2019年5月8日 - 9月4日   | 同時ネット |          |
| 福岡県         | TVQ九州放送    | テレビ東京系列 | 水曜 19:54 - 21:00  | 2019年5月8日 - 9月4日   | 同時ネット |          |
| 滋賀県         | びわ湖放送     | 独立局         | 水曜 19:54 - 21:00  | 2019年5月8日 - 9月4日   | 同時ネット |          |
| 奈良県         | 奈良テレビ放送 | 独立局         | 水曜 19:54 - 21:00  | 2019年5月8日 - 9月4日   | 同時ネット |          |
| 和歌山県       | テレビ和歌山   | 独立局         | 水曜 19:54 - 21:00  | 2019年5月8日 - 9月4日   | 同時ネット |          |
| 広島県         | 中国放送       | TBS系列        | 火曜 14:05 - 15:00  | 2019年6月4日 -          | 遅れネット |          |
| 長野県         | 信越放送       | TBS系列        | 火曜 23:56 - 翌0:53 | 2019年6月4日 - 10月14日 | 遅れネット |          |
| 富山県         | 富山テレビ     | フジテレビ系列 | 水曜 1:35 - 2:35    | 2019年6月5日 -          | 遅れネット |          |
| 長崎県         | テレビ長崎     | フジテレビ系列 | 土曜 14:00 - 14:55  | 2019年6月8日 -          | 遅れネット |          |
| 鹿児島県       | 鹿児島テレビ   | フジテレビ系列 | 日曜 12:00 - 12:55  | 2019年6月9日 -          | 遅れネット |          |
| 福島県         | 福島中央テレビ | 日本テレビ系列 | 月曜 10:25 - 11:25  | 2019年6月10日 -         | 遅れネット |          |
| 青森県         | 青森テレビ     | TBS系列        | 木曜 15:55 - 16:50  | 2019年6月13日 -         | 遅れネット |          |
| 福井県         | 福井テレビ     | フジテレビ系列 | 土曜 14:00 - 15:00  | 2019年6月15日 -         | 遅れネット |          |
| 新潟県         | 新潟テレビ21   | テレビ朝日系列 | 不定期              | 2019年6月8日 - 11月16日 | 遅れネット |          |
| 熊本県         | 熊本朝日放送   | テレビ朝日系列 | 不定期              | 2019年秋 - 2020年1月4日 | 遅れネット |          |
| 石川県         | 北陸朝日放送   | テレビ朝日系列 | 日曜 10:00 - 10:55  | 2019年10月6日 -         | 遅れネット | [ 注 8 ] |

単発放送
- 山口放送（山口県・日本テレビ系列）- 2019年11月9日放送。

## スタッフ
- 構成：西田哲也、つじまこと、八代丈寛、はしもとこうじ、小高弘嗣、今田佑、キンダイチ、工藤渉、佐藤がっかり、但馬昌樹、伊藤史、中島由有伽
- ナレーター：あおい洋一郎
- リサーチ：J-Cast、HHH、K-WORK（K→2019年6月12日-）
- 美術：テレビ東京アート
- メイク：山田かつら
- CG：井上達生（すたじおましゅ）
- イラスト：安居院一展
- 編集・MA：aai
- 音効：おぜき孝宏、鈴田佑士（共にCUEVO）
- 番宣：関口淑恵（テレビ東京）
- デスク：黒澤結奈（テレビ東京）
- ロケ技術：スウィッシュ・ジャパン（毎週）、だだだ、港家、DEEP、BeZero、LAP、Big Voice、MABU、BULL BULL、企作工舎（週替り）
- AD：中村愛奈、加藤稜磨、木曾健人、藤原康太、児玉龍矢、斎藤沙由紀、齊藤洋、菅野峻博（週替り）
- AP：笹野健太郎（Q.inc）、長篤志、山口聡子、小川真梨乃（Q.inc）
- ディレクター：太田大介（Q.inc）、小野亮太、黒田沙季（Zプラス）、中広周平、中山康司、高橋左和巳、中本訓彦、齋藤弘一、吉岡賢祐、佐久間裕、鈴木慶昭、真山善貴、山口大輔
- 演出：西古屋竜太（Q.inc）、小滝香一（ZIPPY、以前はディレクター）
- 総合演出：福本俊二（テレビ東京）
- プロデューサー：水谷豊（テレビ東京）、角田康治（テレビ東京）、神山亜弓（Q.inc）、小川隆蔵（Q.inc）、林はる佳（厨子王）、近藤岳志（Zプラス）、高梨織江（Zプラス）
- チーフプロデューサー：末永剛章（テレビ東京、2019年7月10日-）
- 制作協力：Q.inc、厨子王
- 製作著作：テレビ東京

### 過去のスタッフ
- チーフプロデューサー：髙野学（テレビ東京、2019年5月8日-6月19日）